# Doloretes
Doloretes és una sarsuela, en un acte i tres quadres, sobre llibret de Carlos Arniches, amb música de Amadeo Vives i Manuel Quislant, estrenada en el Teatre Apol·lo de Madrid el 28 de juny de 1901.

## Argument
L'obra –glossant per enèsima vegada el mite de La Dolores– es desenvolupa a la zona rural d'Alacant, en l'època de l'estrena (1901), on el tio Pere i la tia Tona viuen preocupats pel seu net Visentico, en el front de la guerra de les Filipines.
En tornar de la guerra, Visentico descobreix que la seua xicona Doloretes li ha estat infidel amb Nelo, el fill de l'alcalde, del qual Doloretes s'ha enamorat. Visentico jura venjança, que es compleix quan Nelo descobreix que Doloretes ja havia conegut molts altres homes abans que ell.

## Versió cinematogràfica
Estrenada el 1923, va ser dirigida per José Buchs, va ser protagonitzada per María Comendador i José Montenegro.